# Magyarország megyéi (1945–1950)
Magyarország  az 1950-es megyerendezés előtt 25 megyére és 14 törvényhatósági jogú városra oszlott. A trianoni békeszerződés több megyedarabkát hagyott hátra Magyarországból, amiket lehetetlen volt új megyének tekinteni. Ung vármegyéből például egyedül Záhony és Győröcske maradt meg az új határokon belül. Ezért ezeket a töredékeket egy másik, kisebb területi veszteségeket szenvedő megyékhez csatolták. A 25 megye listája a következő volt (zárójelben a székhelyekkel):
- Abaúj (Szikszó)
- Bács-Bodrog (Baja)
- Baranya (Pécs)
- Békés (Gyula)
- Bihar (Berettyóújfalu)
- Borsod-Gömör (Miskolc)
- Csongrád (Szentes)
- Csanád (Makó)
- Fejér (Székesfehérvár)
- Győr-Moson (Győr)
- Hajdú (Debrecen)
- Komárom-Esztergom (Esztergom)
- Jász-Nagykun-Szolnok (Szolnok)
- Heves (Eger)
- Nógrád-Hont (Balassagyarmat)
- Pest-Pilis-Solt-Kiskun (Budapest)
- Somogy (Kaposvár)
- Sopron (Sopron)
- Szabolcs (Nyíregyháza)
- Szatmár-Bereg (Mátészalka)
- Tolna (Szekszárd)
- Vas (Szombathely)
- Veszprém (Veszprém)
- Zala (Zalaegerszeg)
- Zemplén (Sátoraljaújhely)

Baja, Békéscsaba, Debrecen, Győr, Hódmezővásárhely, Kaposvár, Kecskemét, Miskolc, Pécs, Sopron, Szeged, Székesfehérvár és Szombathely külön közigazgatási egységek voltak, mint törvényhatósági jogú városok.